# Calenda (ball)
La calenda és un ball afrocaribeny i art marcial amb aportacions africanes molt marcades, popular a les illes de Martinica i de Trinitat, però també a Jamaica i a Haití.
Va tindre una gran acceptació a Cuba i Santo Domingo fins ben entrat el segle xviii.
La confusió lingüística en l'àrea del Carib ha batejat aquest ritme de formes diverses: cálida, caringa, chica, fandango, etc.